# أنديرا فايس
أنديرا فايس (بالألمانية: Indira Weis) هي مغنية ألمانية، ولدت في 30 سبتمبر 1979 في غروس-غيراو في ألمانيا.

## وصلات خارجية
- الموقع الرسمي
- أنديرا فايس على موقع IMDb (الإنجليزية)
- أنديرا فايس على موقع ميوزك برينز (الإنجليزية)
- أنديرا فايس على موقع ديسكوغز (الإنجليزية)
- أنديرا فايس على موقع قاعدة بيانات الفيلم (الإنجليزية)